# Isaac Lipschits
Isaac Lipschits (Rotterdam, 19 november 1930 - Groningen, 24 mei 2008) was een Nederlandse politicoloog en geschiedkundige.

## Levensloop
Lipschits kwam uit een Joods gezin waarvan de vader, Sander Lipschits, op de markt stond met vooral bananen. Eerder was Sander lompenkoopman, maar hij had voor de geboorte van Lipschits ook een korte tijd een sigarettenwinkel in Dordrecht.
Zijn moeder was Grietje Lipschits-Grootkerk. Lipschits had vier broers en een zus. Levi Meijer (geboren 1916), Rebecca (geboren 1918), Maurits (geboren 1920), Jacob (geboren 1926) en Alex (geboren 1939). Het gezin was niet religieus - zo werkte de vader gewoon op zaterdag - maar sommige gewoonten uit het Jodendom werden wel nageleefd. Het gezin verhuisde vaak en woonde vanaf 1935 aan de Agniesestraat in Rotterdam.

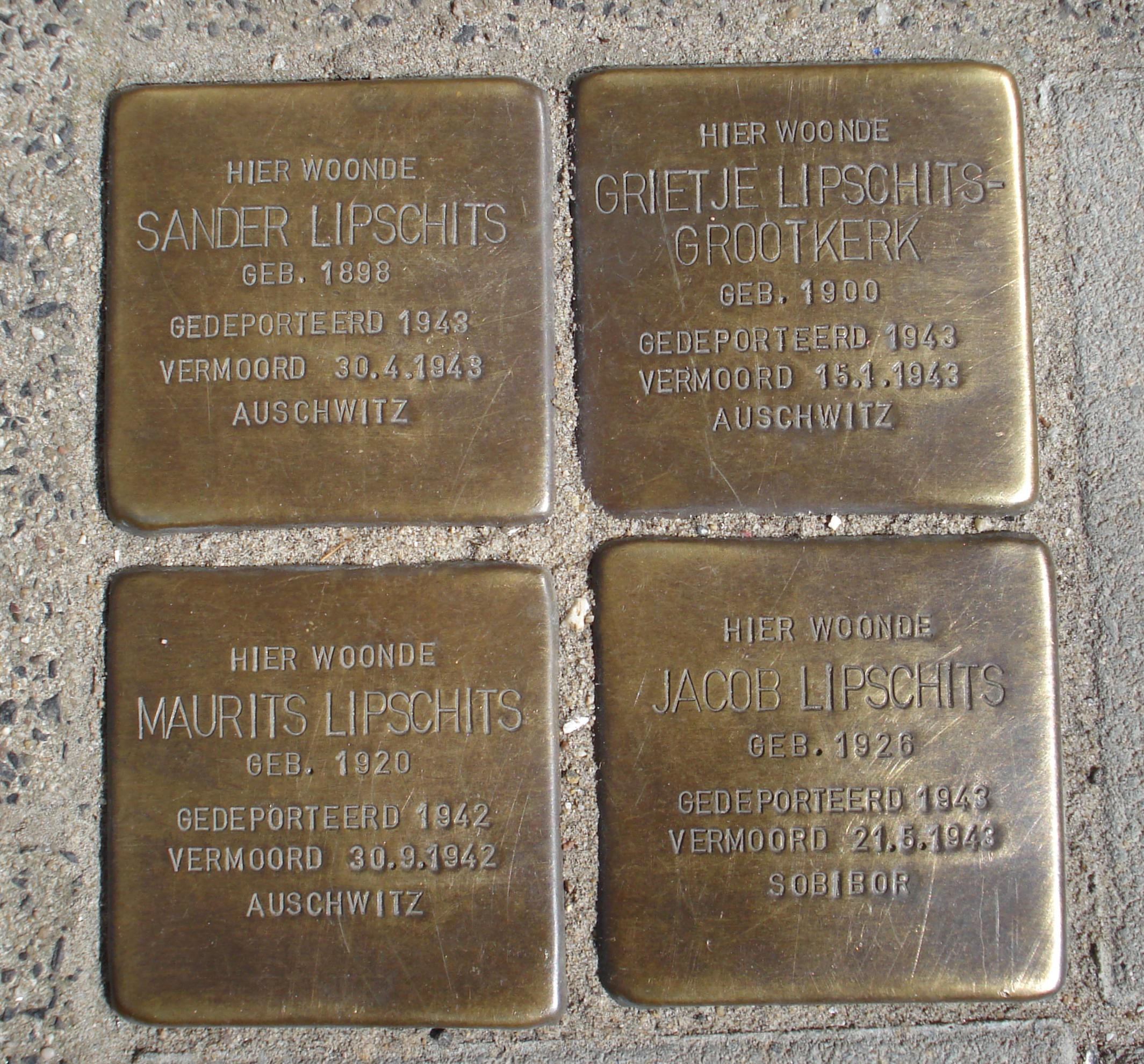
Stolpersteine voor de familie Lipschits in Rotterdam, Agniesestraat

Toen het tijdens de Tweede Wereldoorlog te gevaarlijk werd vonden de ouders voor zichzelf en voor de drie nog thuiswonende kinderen onderduikadressen. Alex ging naar het dorp Noordwelle in Zeeland, Isaac ging na een verblijf in het Rotterdamse Crooswijk naar Sint Jacobiparochie in Friesland, Jacob naar Amsterdam. Sander en Grietje doken zelf onder in Rotterdam. Alex was naast Isaac de enige die de Holocaust overleefde. Alle andere gezinsleden, evenals de echtgenoten van zijn zus en broers en hun twee kleine kinderen, werden vermoord in Auschwitz en Sobibor.
Na de bevrijding, in mei 1945, zocht Lipschits zijn broertje in Zeeland op, die toen zes jaar was en een christelijke opvoeding kreeg bij zijn pleegouders, Gommert en Geertje Klompe, die hem als hun eigen zoon behandelden.
Lipschits ging in Rotterdam naar de HBS, maar verliet die school om te gaan werken bij De Waarheid. Op dat moment had hij sympathie voor het communisme. Na zijn vertrek uit Rotterdam kwam hij vanaf 1946 of 1947 terecht in het Joods Jongenshuis in Amsterdam. Hij en zijn broer stonden onder toezicht van de Commissie Oorlogspleegkinderen (OPK) en werden niet herenigd. Lipschits kon het echter niet accepteren dat zijn broer in een gereformeerd gezin werd opgevoed. In september 1948 ontvoerde hij zijn broer en vertrok hij met hem naar Israël. Daar liet hij zijn broertje in de steek. Alex kwam terecht bij een Nederlandse pleegfamilie in een kibboets.
In 1949 keerde Isaac terug na een periode als vrijwilliger in het Israëlische leger terwijl zijn broertje in Israël bleef. Er werd een klacht tegen hem ingediend en hij kwam voor de rechter. Hij kreeg een week voorwaardelijke gevangenisstraf met een proeftijd van zes maanden. Achteraf betuigde hij spijt van zijn onbezonnen stap. Pas in 1957 maakte Isaac weer contact met de Zeeuwse familie Klompe en werd het contact tussen hen en Alex, die zich inmiddels David noemde, hersteld.
Isaac studeerde na zijn eindexamen bij de middelbare school in 1951 (hij was inmiddels 21 jaar) politieke wetenschappen aan de Universiteit van Amsterdam en in Parijs. Hij werd docent bij diverse universiteiten in Nederland en Israël. In 1990 ging hij bij de Rijksuniversiteit Groningen, waaraan hij sinds 1973 hoogleraar eigentijdse geschiedenis was geweest, met emeritaat. Aan de Groningse universiteit was hij ook de oprichter van het Documentatiecentrum Nederlandse Politieke Partijen (DNPP).
Lipschits schreef diverse boeken, enerzijds over politieke onderwerpen, anderzijds over de Joodse gemeenschap in Nederland van na de oorlog. Ook maakte hij vertalingen, zoals van het eerste deel van Das Kapital van de Duitse econoom en filosoof Karl Marx. Voor het onderzoek naar geroofde Joodse bezittingen tijdens de oorlog - het zogeheten Liro-onderzoek - wist hij diverse van belang zijnde documenten te achterhalen. Het optreden van de Contactgroep Tegoeden WO-II, die onder leiding van oud-minister Jos van Kemenade de opdracht had te bepalen welk bedrag met het rechtsherstel van de Nederlands-Joodse gemeenschap gemoeid diende te zijn, kon zijn toets der kritiek niet doorstaan.
In het jaar 2000 startte hij het Digitaal Monument Joodse Gemeenschap in Nederland, de voorloper van de website Joods Monument, bedoeld als een eerbetoon aan de in de oorlog omgekomen joden uit Nederland. Met dat project wilde hij de Nederlands-Joodse gemeenschap in kaart brengen zoals die was voordat de deportaties een aanvang namen. In april 2005 werd het digitaal monument op het internet ter beschikking gesteld.
In zijn boek uit 2001, De kleine Sjoa, brengt hij in beeld hoe naar zijn visie de beroving van joden na de oorlog voortgezet werd, onder regie van de Nederlandse regering. In het boek besteedt hij veel aandacht aan de Duitse roofbank Liro en de liquidatie daarvan na de Tweede Wereldoorlog en hoe werd omgegaan met successierechten van de vermoorde joden.
Begin 2008 werd zijn al zestien jaar eerder geschreven Onbestelbaar: herinneringen in briefvorm gratis in Rotterdam verspreid, ter herinnering aan de in de oorlog omgekomen Rotterdamse joden. Het boek had hij vormgegeven in de vorm van een fictieve brief aan zijn eveneens in de oorlog om het leven gebrachte moeder. Hij verhaalt erin hoe het hem en andere overlevende familieleden na de oorlog is vergaan, en rekent erin af met de jodenvervolging en andere gruwelijkheden.
Isaac Lipschits overleed enige maanden later op 77-jarige leeftijd.

## Persoonlijk leven
Lipschits is tweemaal getrouwd geweest en woonde na de laatste scheiding samen. Hij kreeg in zijn twee huwelijken drie kinderen. Zijn zoon David Lipschits werd regisseur.

## Rotterdamse struikelstenen
Op 7 april 2010 werden Stolpersteine of struikelstenen geplaatst bij de voormalige woning van de familie Lipschits gelegen aan de Agniesestraat 59 te Rotterdam. Op de struikelstenen staan de namen van de ouders van Isaac Lipschits. Ook zij doken in de Tweede Wereldoorlog onder, maar hun onderduikadres werd verraden. Ze werden naar het concentratiekamp gebracht. In het boekje Onbestelbaar dat in 2008 in Rotterdam huis aan huis werd verspreid schrijft Isaac Lipschits aan zijn overleden moeder Grietje Lipschits-Grootkerk postuum een brief. Hierin is verwoord hoe het de familie Lipschits in de oorlog is vergaan.

## Werken (selectie)
- 1962: La politique de la France au Levant 1939-1941 (proefschrift)
- 1966: Honderd jaar NIW: het Nieuw Israëlietisch Weekblad, 1865-1965
- 1971: Simulaties in de internationale politiek
- 1977: Politieke stromingen in Nederland: inleiding tot de geschiedenis van de Nederlandse politieke partijen
- 1977: Ontstaansgeschiedenis van de Nederlandse politieke partijen
- 1977 e.v.: Verkiezingsprogramma's 1977, 1981, 1986, 1989, 1994, 1998: verkiezingen voor de Tweede Kamer der Staten-Generaal
- 1992: Onbestelbaar. Herinneringen in briefvorm aan de Jodenvervolging in Rotterdam
- 1997: Tsedaka: een halve eeuw Joods Maatschappelijk Werk in Nederland
- 2001: De kleine sjoa: Joden in naoorlogs Nederland
- 2004: Rafael Gerstenfeld. 1900-1976: een man van goede daden

- Bibliothèque nationale de France: cb14438850q (data)
- Digitale Bibliotheek voor de Nederlandse Letteren: lips008
- Gemeinsame Normdatei: 17222800X
- International Standard Name Identifier: 0000 0001 1452 9771
- Library of Congress Control Number: n83037090
- Nationale Bibliotheek van Israël: 987007264787005171
- Nederlandse Thesaurus van Auteursnamen: 068567847
- Système universitaire de documentation: 074483447
- Virtual International Authority File: 98012073
- WorldCat: E39PBJf8rVbVjJRJ96YrrFjV4q